# 普陀山镇
普陀山镇是中华人民共和国浙江省舟山市普陀区下辖的一个镇。辖有普陀山岛、洛迦山岛以及周边无人小岛。普陀山位于该镇境内。总人口4840人。镇政府驻磐陀庵。

## 行政区划
普陀山镇辖1个社区(城市社区)，4个行政村以及2个渔农村新型社区:
- 社区：西山社区；
- 行政村：前山、中山、合兴、龙湾
- 渔农村新型社区：锦屏社区(由中山村与合兴村联建)、龙沙社区(由前山村与龙湾村联建)。